# Knut

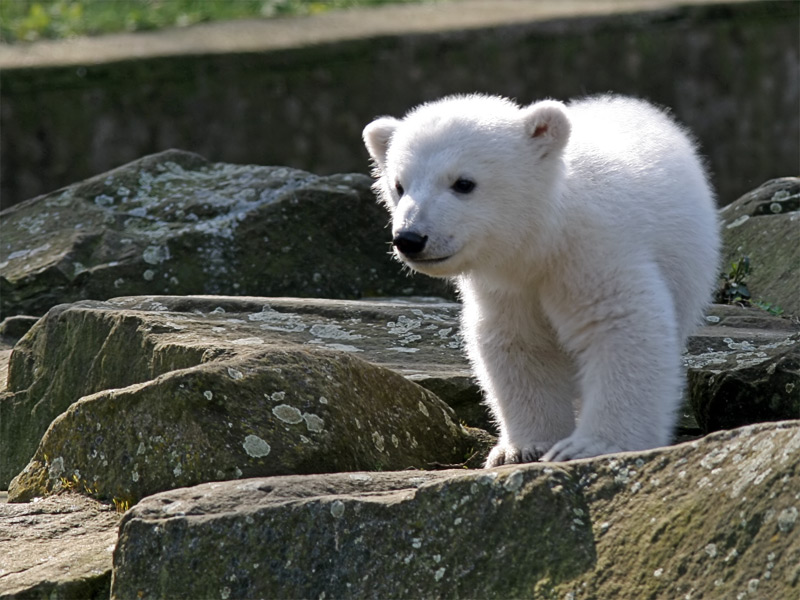
Knut al mes de març de 2007.

Knut (Berlín, 5 de desembre de 2006 - Berlín, 19 de març de 2011) fou un os polar que vivia al Jardí Zoològic de Berlín. Fou el primer que va néixer en captiveri en un zoològic alemany des de la dècada dels 80.
Els seus pares eren el Lars i la Tosca. L'os va néixer el 5 de desembre de 2006 en un part molt difícil: el seu germà bessó va morir en el part, i unes hores més tard la mare no suportava estar amb ell, aparentment per la mort del seu altre cadell.
En Knut va saltar a la fama quan Frank Albrecht, un famós activista dels drets dels animals a Alemanya, va declarar a un diari alemany que l'os polar havia de ser sacrificat. La seva justificació per això era que l'os, en ser rebutjat pels seus pares i ser criat per humans, patiria problemes de comportament per la resta de la seva vida. "La criança per part d'un ser humà no només va en contra de la naturalesa, sinó que contravé la llei alemanya de protecció animal", deia. Segons Albrecht, s'havia de matar l'os amb una injecció, per estalviar-li el dolor.
Però Dorflein, un empleat del zoològic de Berlín, va decidir fer-se'n càrrec d'en Knut, o sigui que un dia es va acomiadar de la seva esposa, se'n va anar de casa i es va mudar a viure amb en Knut, en una habitació del zoològic. Ell li va comprar un cistell perquè li servís de llit, i un os gegant de peluix perquè no se sentís estrany. I amb un biberó, Dorflein es va proposar a convertir-se en un "pare" per a l'os.
Des de llavors, milions de persones van començar a seguir per Internet els avatars d'en Knut. Al mateix temps, els responsables del zoològic pensaven que anaven a fer amb en Knut si els esguards de la seva "mare" li permetrien viure. L'os va sortir en les portades de quasi tots els diaris alemanys i va esdevenir un assumpte nacional.
El zoològic de Berlín va decidir costejar la seva alimentació i esguards, i va ser presentat el 23 de març de 2007 entre el públic en el zoològic: van assistir més de 500 periodistes, el ministre alemany de Medi Ambient i milers de persones. Knut només seguia Dorflein, la seva "mare".
La cadena alemanya ARD ha anunciat que durant 10 dies transmetrà en directe la vida d'en Knut.
Knut va esdevenir un focus d'atenció dels mitjans de comunicació, la qual cosa va provocar la creació de la "Knutmanía", que va travessar el món sencer, i que aviat es comencessin a realitzar joguines, reportatges especials dels mitjans de comunicació, DVD i llibres. A causa d'això, el petit cadell va ser responsable en gran part del significatiu augment d'ingressos, aproximadament uns 5 milions d'euros, que va obtenir el Zoo de Berlín en 2007. El nombre de visitants va augmentar aquest any aproximadament un 30%, fent-ho l'any més profitós de la història del zoo des que va ser creat en 1844.

## Biografia

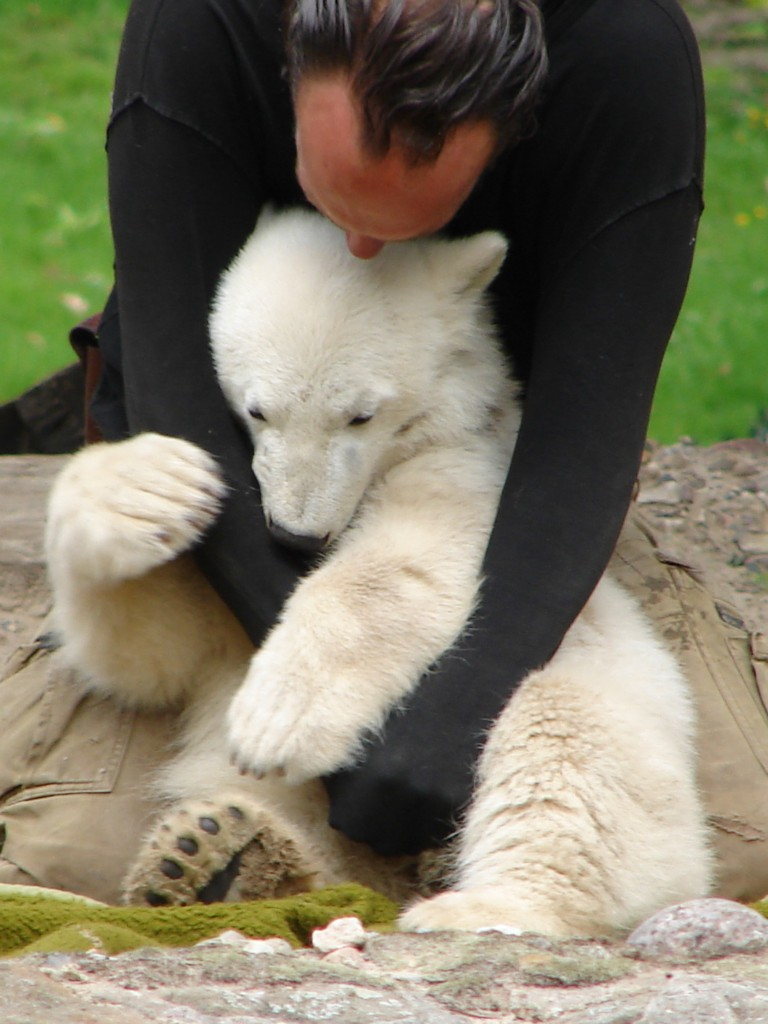
Thomas Dörflein jugant amb Knut el 31 de maig de 2007.

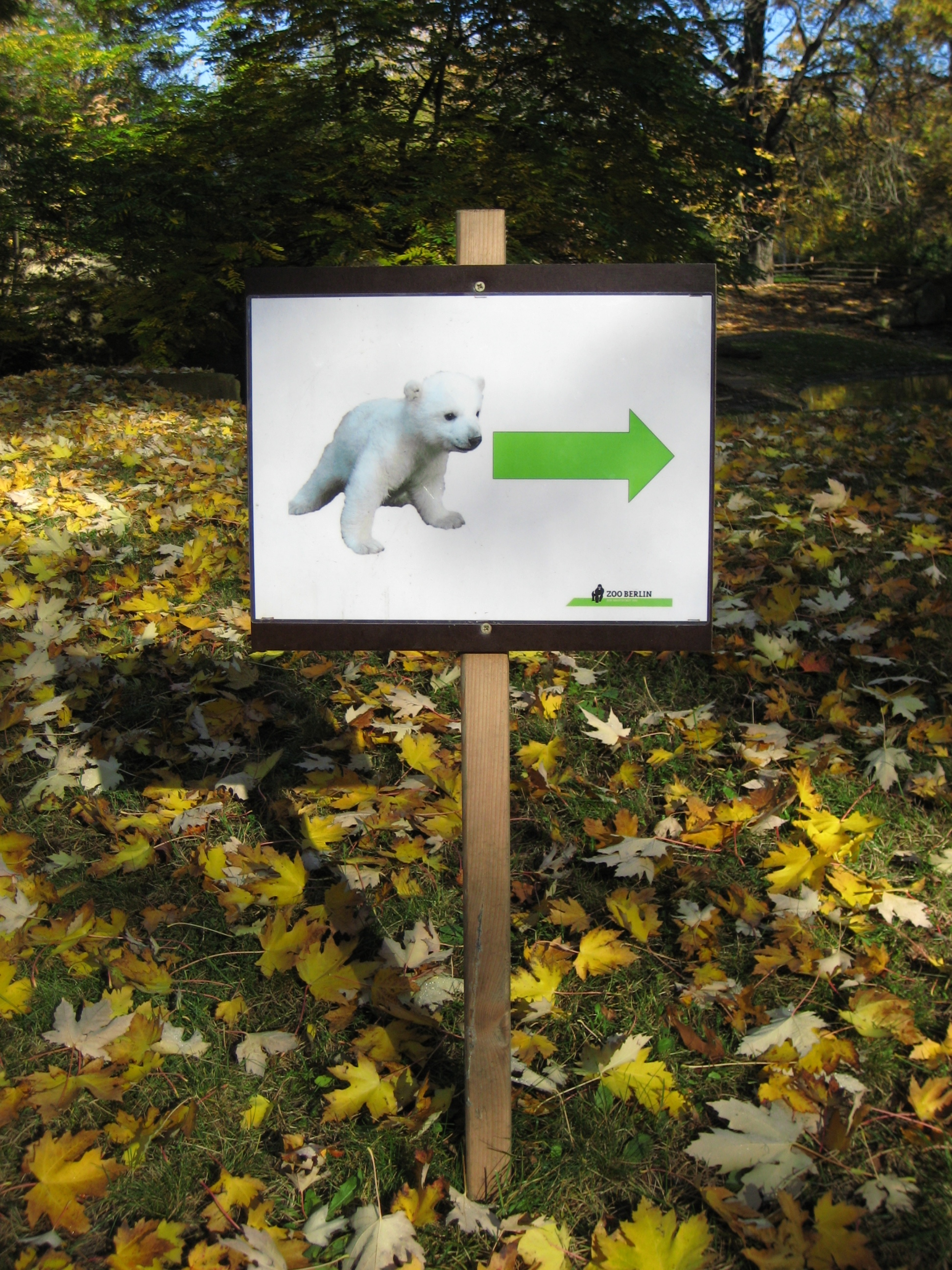
Pal de senyalització del Zoo de Berlín.

### Infància
Knut va néixer en el Zoo de Berlín sent fill de Tosca, la mare, de 20 anys, un antic animal del circ d'Alemanya Oriental que va néixer en Canadà? i el seu company Lars, el pare, de 13 anys ?que anteriorment havia pertangut al Tierpark Hellabrunn de Múnic?. Després d'un període de gestació sense problemes, Knut i el seu germà sense nom van néixer el 5 de desembre de 2006. Tosca va rebutjar als seus fills per motius desconeguts, abandonant-los sobre una roca del recinte dels ossos polars. Els encarregats del Zoo de Berlín van rescatar als petits traient-los mitjançant una àmplia xarxa de pescar, però el germà de Knut va morir d'una infecció quatre dies més tard. Knut era el primer os polar que havia nascut i sobreviscut en el Zoo de Berlín en més de trenta anys. Amb la grandària d'un conill porquí, Knut va passar els 44 primers dies de la seva vida en una incubadora abans que l'encarregat del zoo Thomas Dörflein comencés a cuidar del petit.
La necessitat de Knut de ser cuidat les vint-i-quatre hores del dia va requerir que Dörflein no només dormís en un matalàs situat al costat de la caixa de dormir de Knut, sinó que també jugués amb ell, ho banyés, i alimentés al petit diàriament. La dieta de Knut va començar consistint en una ampolla de llet cada dues hores fins a arribar a l'edat de quatre mesos, quan va passar a consistir en gachas de civada barrejades amb menjar per a gats, vitaminas, i fetge de bacallà. Dörflein també acompanyava a Knut durant les seves dues exhibicions diàries d'una hora cadascuna, per la qual cosa va aparèixer en molts vídeos i fotografies al costat de la cria. Per tant, Dörflein es va fer famós en Alemanya, i fins i tot li va ser concedida la Medalla al Mèrit de Berlín, en honor per la seva contínua supervisió de l'os polar.

### Polèmica
A principis de març de 2007, el tabloide alemany Bild va publicar unes declaracions de l'activista dels drets dels animals Frank Albrecht, que va dir que Knut hauria d'haver estat sacrificat abans que ser mantingut «com un animal domèstic». Albrecht va declarar que el zoo violava la legislació de protecció dels animals per seguir mantenint-ho viu. Wolfram Graf-Rudolf, director del Zoo d'Aquisgrà, qui estava d'acord amb Albrecht, va indicar que els cuidadors del zoo "haurien d'haver tingut el valor de deixar morir el cadell" després que fos rebutjat, argumentant que el cadell "moriria una mica" sempre que se'l separés del seu hàbitat. Un grup de nens va protestar a l'exterior del zoo, portant cartells en els quals es podia llegir "Knut ha de viure" i "Estimem a Knut", i altres persones van enviar nombrosos correus electrònics i cartes que demanaven que es conservés en vida a l'osezno. També es van enviar a Albrecht cartes que contenien amenaces. El Zoo de Berlín va prendre la decisió de mantenir amb vida a l'osezno, comprometent-se a cuidar-ho.
Albrecht, que no formava part de cap organització de suport als drets dels animals, va comentar que les seves declaracions havien estat tretes de context. Segons Albrecht, ell mateix havia presentat una demanda contra la directiva del Zoo de Leipzig el desembre de 2006, en el qual havien matat un os morrut que havia estat rebutjat per la seva mare. El cas va ser desestimat pels tribunals argumentant que el sacrifici de l'animal no havia estat inadequat. Albrecht, que es va oposar al fet que se celebrés un judici, va dir que va demanar la mort de Knut no perquè el seu propòsit era el de matar a l'os, sinó simplement per cridar l'atenció de la decisió de Leipzig, que hauria concedit la possibilitat de matar a l'osezno al Zoo de Berlín. Els mitjans de comunicació internacionals, no obstant això, van confiar en la versió del Bild i van relatar que Albrecht havia demanat que es matés a Knut. La repercussió d'aquesta notícia va donar a conèixer a Knut des de l'àmbit nacional fins a l'internacional.

### En el punt de mira
El 23 de març de 2007, Knut va ser exhibit en públic per primera vegada. Al voltant de 400 periodistes van visitar el Zoo de Berlín el dia que va rebre el nom de "Dia de Knut" per realitzar un reportatge sobre la primera aparició pública de l'osezno. Knut va esdevenir el focus d'atenció dels mitjans de comunicació de tothom a una edat molt primerenca. Molts rumors i falses alarmes quant a la salut i benestar del petit van ser difoses durant el seu primer any de vida. Per exemple, el 16 d'abril de 2007, es va cancel·lar l'exhibició de Knut a causa que aquest tenia un dolor en les dents que era resultat del creixement del seu ullal superior dret. Inicialment alguns reportatges deien que Knut sofria una malaltia desconeguda i que posteriorment se li havien posat antibiòtics. També va tenir molta repercussió l'amenaça de mort que va ser enviada a Knut poc abans de les 15:00, hora local, del dimecres 18 d'abril de 2007. El zoo va rebre una carta anònima que resava: "Knut ist tot! Donnerstag Mittag" ("Knut està mort! El dijous al migdia.") Com a resposta, la policia va augmentar les mesures de seguretat que protegien a l'os. El moment que havia assenyalat l'amenaça de mort cap a Knut va discórrer sense cap problema.

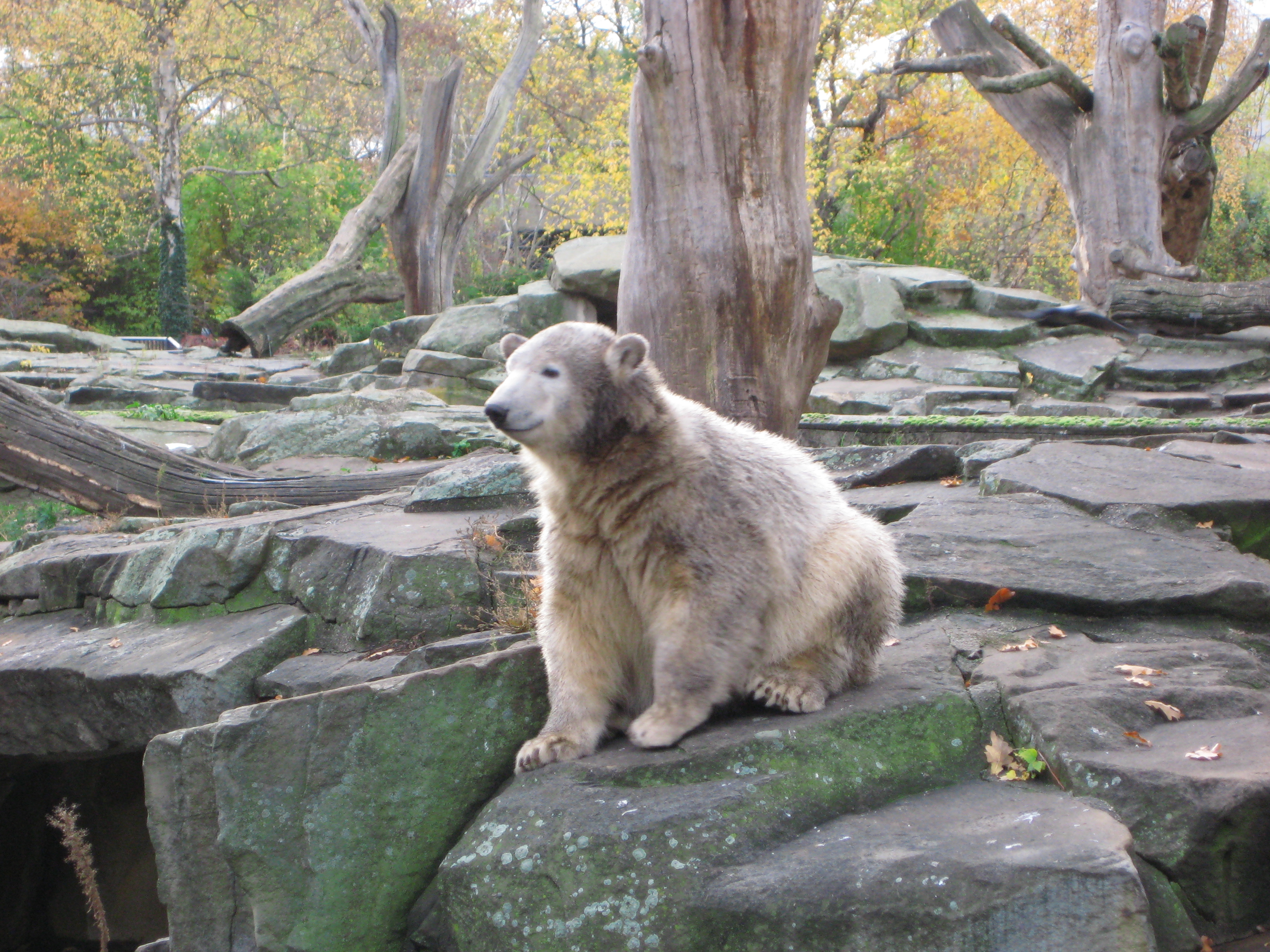
Cinc mesos després del seu naixement, el 31 d'octubre de 2007, l'os pesava ja 90 kg.

A pesar que Der Spiegel digués el 30 d'abril de 2007 que Knut "es feia menys bufó" cada dia que passava, Knut va seguir atraient a munts de visitants durant aquell estiu. Després que complís set mesos i pesés 50 quilograms en juliol de 2007, les dues exhibicions públiques diàries de Knut van ser cancel·lades per assegurar la seguretat de l'encarregat de l'os. La portaveu del zoo, Regine Damm, també va declarar que això es realitzava perquè Knut havia de "relacionar-se amb ossos i no amb persones". Després va passar a viure en el mateix recinte que Ernst, un os malayo negre que va néixer un mes abans que Knut, i la seva mare, encara que posteriorment es va traslladar a Knut al seu propi recinte. Mentre el nombre de visitants va disminuir fins a mínims al març i abril, Knut va ser l'atracció principal del zoo la resta de 2007. Es van registrar 400.000 visitants a l'agost de 2007, la qual cosa va ser tot un rècord.
Les notícies de Knut i la seva vida en el zoo encara eren conegudes internacionalment a la fi de 2007. Knut continuava amb l'estricta dieta, necessària per reduir el seu pes natural necessari per sobreviure als aspres hiverns, que tenen lloc fora d'Alemanya, més al nord. Van reduir els seus menjars diaris de quatre a tres, i alguns menjars, com els croissants, que se li donaven a l'osset, van ser restringides. Després de sofrir un accident en relliscar-se quan anava per sobre d'una roca mullada al setembre, es va desenvolupar un sentiment d'interès i suport per part dels seus admiradors escampats per tot el món.

### Vida adulta
En novembre de 2007, Knut ja pesava més de 90 quilograms i va ser considerat massa perillós per jugar amb ell i la seva interacció amb els cuidadors del zoo va ser disminuint. La celebració del primer aniversari de Knut, al que van assistir centenars de nens, va ser retransmesa en directe per la televisió alemanya. La Casa de la Moneda d'Alemanya també va emetre una sèrie de 25.000 monedes commemoratives de plata per celebrar el seu aniversari. El paper de Knut en el Zoo de Berlín pot ser considerat com un punt d'inflexió per intentar conservar la seva espècie.
Si bé encara era considerat petit, un any després de la seva primera aparició pública Knut pesava més de 130 quilograms. Per això, es va instal·lar una placa de cristall de sis polzades, prou forta per resistir l'impacte d'un projectil de morter, entre Knut i els visitants del zoològic. Després de mesos de popularitat, els encarregats del Zoo de Berlín van intentar anar disminuint a poc a poc la popularitat de l'exosezno, avui ja un os adult, a causa que no era quelcom saludable per Knut la seva "addicció a l'espectacle o la fascinació que expressa pels éssers humans". No obstant això, Knut no es va resignar a perdre la seva fama i el seu comportament es va tornar bruscament agressiu, segons Markus Röbke, un dels cuidadors del zoo berlinès, qui va declarar a la fi de març de 2008 que el mamífer s'havia tornat "addicte a la seva pròpia fama". Knut expressava la seva fúria a través de rugits quan un visitant no li prestava l'atenció que reclamava, a més d'intentar atacar a diversos cuidadors del zoo. Davant aquesta situació, els mitjans de comunicació van començar la recerca d'un nou focus d'atenció mediàtic, trobant a una osezna del Zoo de Núremberg anomenada Flocke, batejada pels mitjans com "la successora de Knut".
A l'abril del mateix any, diversos defensors d'animals van criticar al zoo per permetre a Knut matar i menjar a deu carpes del fossat que envolta el seu recinte, al·legant que això consistia en una violació de les lleis de protecció dels animals d'Alemanya. L'expert sobre ossos del zoo, Heiner Klös, no obstant això, va declarar que el comportament de Knut era "part de la forma de ser d'un os polar".
El fenomen que ha deslligat Knut en el Zoo de Berlín pot convertir-se en un punt d'inflexió perquè altres zoològics col·laborin a conservar l'espècie. Es preveia que abans que Knut arribi a l'edat de 3 o 4 anys, l'edat normal en la qual els ossos comencen a ser sexualment actius, Knut probablement fos traslladat a un altre zoo amb més companys de la seva edat, però la seva mort als quatre anys va frustrar aquestes previsions.

## Fenomen mediàtic

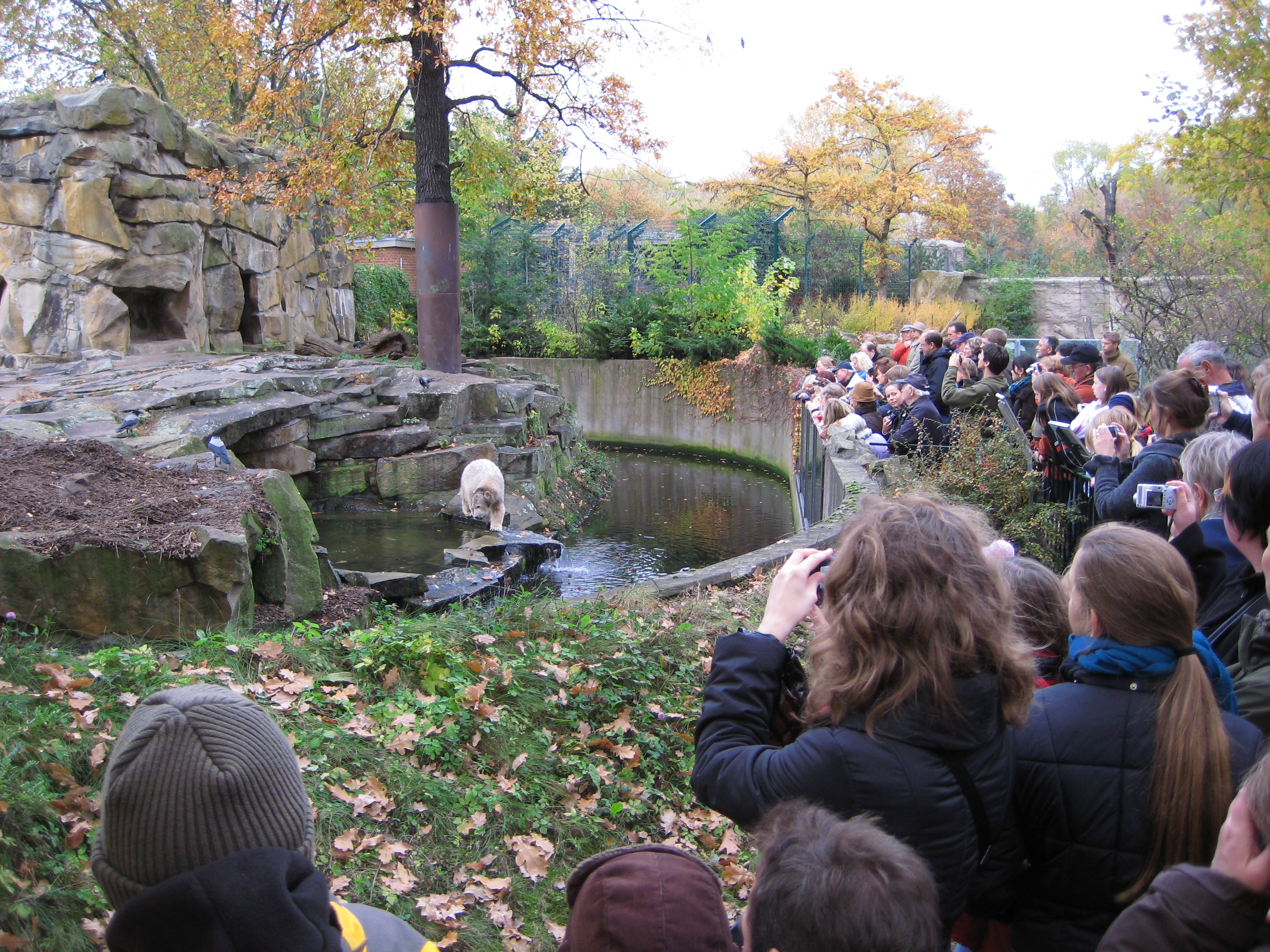
Els visitants del zoo admiren a Knut.

### Èxit comercial
El Zoo de Berlín va registrar a Knut com marca registrada a finals de març de 2007. Després d'això les seves accions van doblar el seu valor en la Borsa de Berlín; les susdites tenien un valor de 2.000 euros, i una setmana més tard comptaven amb un valor de 4.820 euros. El zoo va declarar que els seus beneficis havien ascendit un 30%, convertint-lo en l'any més fructífer del zoo des que va ser fundat el 1844. Algunes fonts atribueixen a Knut l'aportació d'uns guanys per al zoo de Berlín de gairebé 5 milions d'euros a l'any, principalment pel gran nombre de visitants que rep i per la quantitat de productes que ven.
Altres empreses van treure beneficis gràcies a Knut desenvolupant productes sobre l'animal com politons i ninots de peluix. La cèlebre empresa de joguines Steiff va produir diverses joguines de luxe sobre Knut en tres grandàries i models: "assegut", "dempeus" i "dormint". Els 2.400 primeres joguines produïdes, que es van vendre exclusivament en el Zoo de Berlín, es van esgotar en tan sols 4 dies. Els diners aconseguits amb la venda de les joguines de Steiff va ser usat per renovar el recinte dels ossos polars del zoo. L'empresa de llaminadures Haribo va crear un xiclet d'os de gerd vermell anomenat "Knut Mimoso" que va començar a vendre's en abril de 2007. Haribo va prometre donar deu cèntims per cada paquet de xiclets que es vengués. Els xiclets d'os es van vendre tan bé que l'empresa amb seu en Bonn va haver d'ampliar la producció per poder respondre a tota la demanda.
Knut ha estat el protagonista de diverses famoses cançons a Alemanya, entre les quals van sobresortir els singles "Knut is Cute", i "Knut, der kleine Eisbär" de Kitty, de nou anys i de Köpenick. Un blog amb notícies sobre l'os polar és mantingut per un periodista de Rundfunk Berlin-Brandenburg; està disponible en alemany, en anglès i en espanyol. RBB és també responsable d'un programa setmanal de televisió dedicat a l'os polar que és emès en tota Alemanya. Knut així mateix ha estat el protagonista de diversos DVD, incloent un titulat "Knut - Stories from a Polar Bear's Nursery" (en espanyol: "Knut - Històries de guarderia d'un os polar"). Knut va aparèixer el 29 de març de 2007 en la portada de l'edició alemanya de la revista Vanity Fair, que incloïa un ampli reportatge sobre la vida del petit.

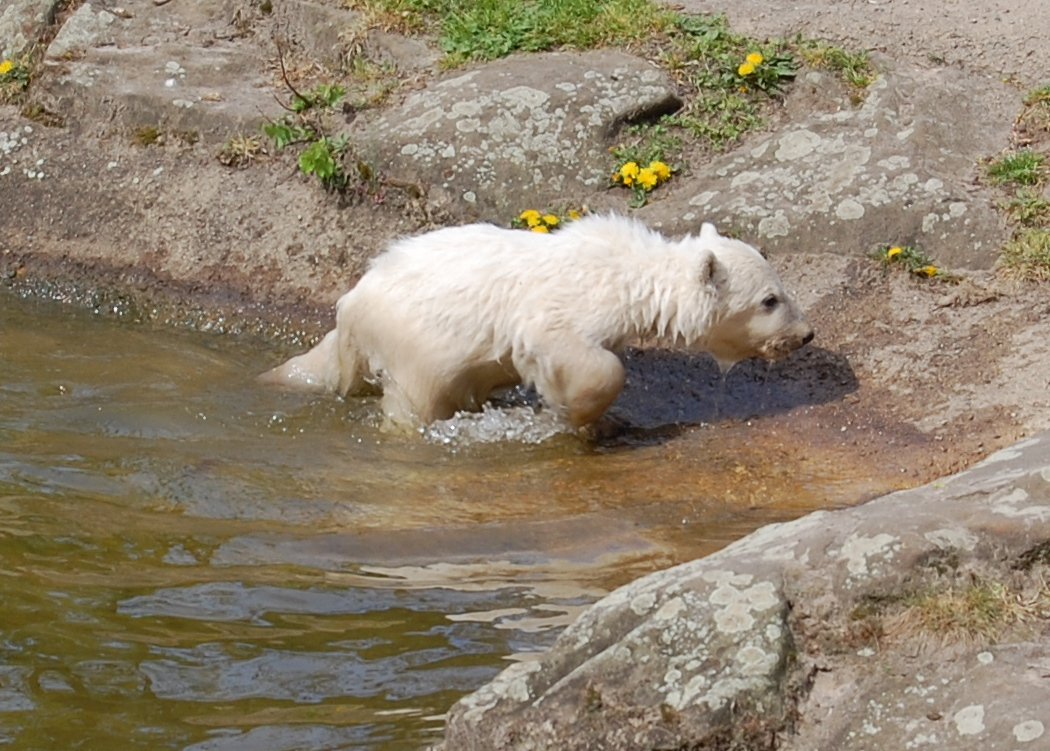
Knut sortint de l'aigua.

L'1 de maig de 2007 es va anunciar que la novaiorquesa Turtle Pond Publication i el zoo de Berlín havien signat un contracte en el qual es repartien els drets literaris de Knut amb l'esperança de despertar consciència sobre qüestions d'escalfament global. Escrit per Craig Hatkoff i les seves filles Juliana i Isabella, el llibre de 44 pàgines titulat Knut, der kleine Eisbärenjunge (en espanyol: El Petit os polar Knut) incloïa la història de la vida de Knut, així com fotografies inèdites. Encara que diversos llibres sobre Knut ja havien estat publicats a Alemanya, aquest era el primer que comptava amb l'autorització del zoo de Berlín.
El llibre va ser publicat a Alemanya el 26 de juliol de 2007 i l'editorial nord-americana Scholastic va publicar la versió anglesa, titulada Knut: How one little polar bear captivated the world, en els Estats Units en novembre d'aquest mateix any. Els drets del llibre també han estat venuts a editorials del Japó, Anglaterra, Mèxic, Xina i Itàlia.
El 31 de desembre de 2007, el director del zoo va anunciar la signatura d'un contracte amb el productor de Hollywood Ash R. Shah, amb pel·lícules a l'esquena com "Supernova" i "Moguda sota el mar", per fer una pel·lícula sobre Knut. Shah va declarar que va obtenir els drets de la pel·lícula gràcies al pagament de 3,5 milions d'euros. El 2 de març de 2008, Knut es va estrenar en la pantalla gran amb la pel·lícula alemanya Knut und seine Freunde (en espanyol: Knut i els seus amics), en una gala que es va celebrar en Berlín i a la qual van assistir 1.500 persones. La pel·lícula, dirigida per Michael Johnson, narra la història sobre com creixen els ossos. Knut va aparèixer en la pel·lícula al costat d'una família d'ossos polars de l'Àrtic i dos ossos bruns de Belarús.

### Causes mediambientals

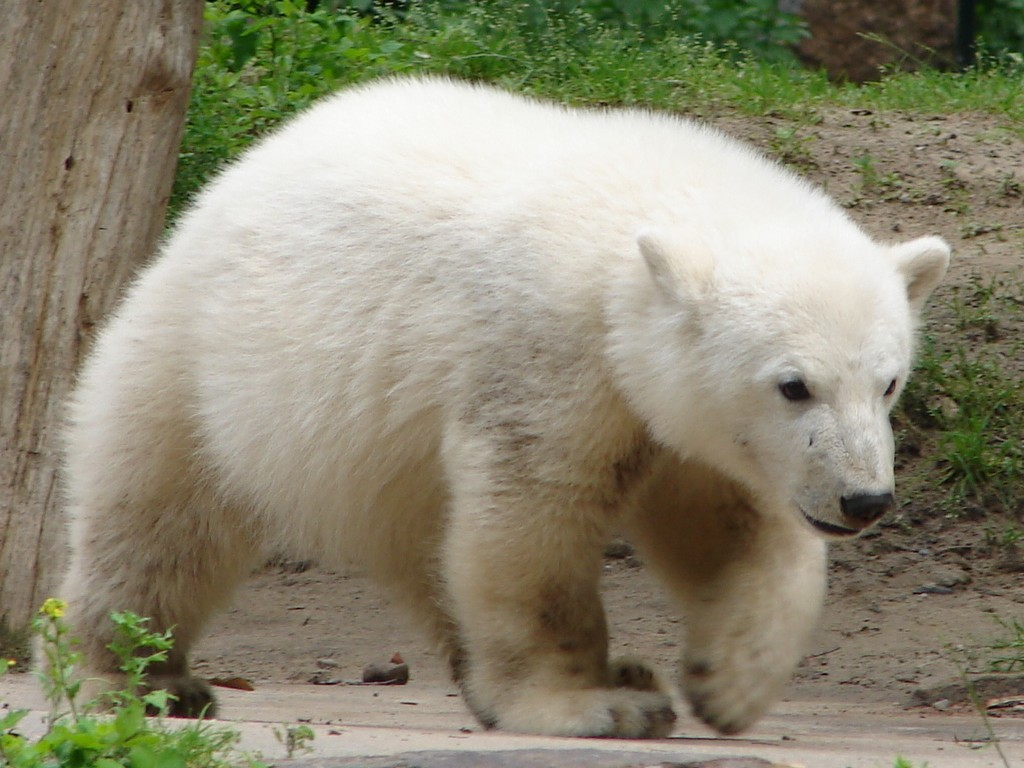
Imatge de Knut.

El doctor Gerald Uhlich, membre de la junta directiva del Zoo de Berlín, va declarar que a causa de la seva enorme popularitat, Knut ha esdevingut un mitjà de comunicació i que té la capacitat "de cridar l'atenció a les persones d'una manera agradable. Sense amenaces, ni reprenent." Per tant, el Ministre de Medi ambient alemany Sigmar Gabriel va adoptar oficialment a Knut com la mascota de la conferència sobre les espècies en vies d'extinció que es durà a terme en Bonn en 2008. El ministre va veure a Knut poc després de la seva primera aparició pública en el zoo, i va comentar que encara que Knut estigués en bones mans, "els ossos polars del món estan en perill i si Knut pot ajudar a la causa, és una bona notícia."
La fotògrafa Annie Leibovitz va prendre unes fotografies de Knut que van ser usades per a una campanya mediambiental, incloent l'edició de maig de 2007 de la revista Vanity Fair, en la qual apareixia Knut al costat de l'actor nord-americà Leonardo DiCaprio. L'os polar també ha estat usat en el logo per a la campanya del Ministeri del Medi ambient d'Alemanya contra l'escalfament global i ha estat retratat en un segell especial de 2008. Expedit oficialment des del 9 d'abril d'aquest any, el segell mostra a Knut amb aproximadament un any i sota el lema "Natur weltweit bewahren" ("Preservar la naturalesa del món").